# Eparchie Kairo (Maroniten)
Die Eparchie Kairo in Ägypten (lat. Eparchia Cahirensis Maronitarum) ist eine Eparchie der Maronitischen Kirche, die sich auf alle Gläubigen der Maroniten in Ägypten, im Sudan und im Südsudan erstreckt. Sein eparchialer Sitz ist die Stadt Kairo, in der sich die Kathedrale St. Josef befindet.

## Geschichte
Das patriarchalische Vikariat der Maroniten in Ägypten wurde 1904 gegründet. Es wurde am 22. Juni 1946 mit der päpstlichen Bulle Inter praecipuas von Papst Pius XII. zur Eparchie erhoben.

## Bischöfe
- Pietro Dib, 1946–1965
- Joseph Merhi CML, 1972–1989
- Joseph Dergham, 1989–2005
- François Eid OMM, 2005–2012, dann Prokurator des maronitischen Patriarchen beim Heiligen Stuhl
- Georges Chihane, seit 2012